# Forêt de Quatre Vaux
Die Forêt de Quatre Vaux ist ein Waldgebiet im Département Charente in der französischen Region Nouvelle-Aquitaine. Der Forst liegt rund 30 Kilometer nordöstlich der Präfektursstadt Angoulême.

## Etymologie
Das französische vaux ist der antiquierte Plural von val mit der Bedeutung Täler. Forêt de Quatre Vaux kann daher im Deutschen als Viertälerwald wiedergegeben werden.

## Geographie

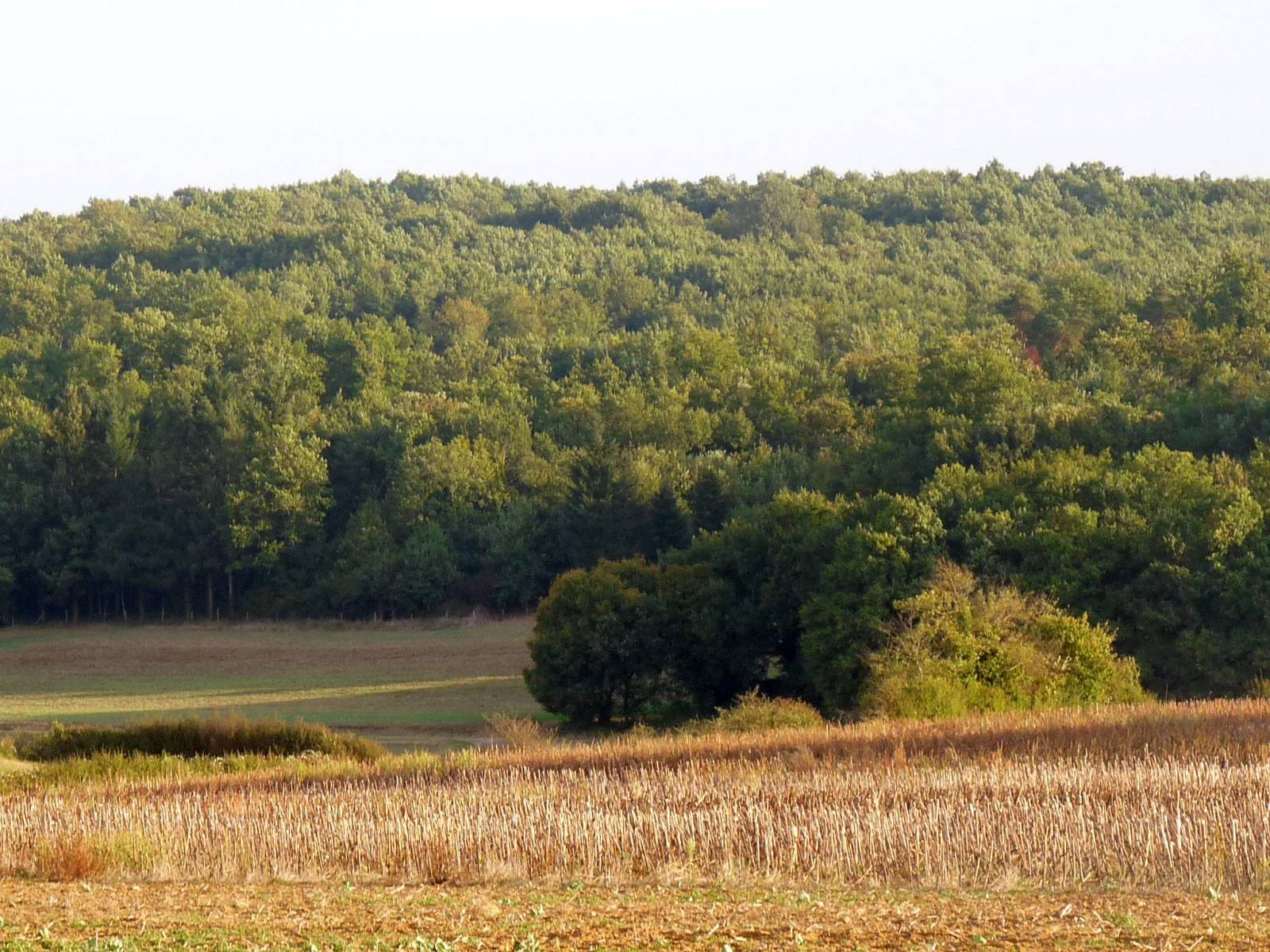
Die Forêt de Quatre Vaux an einem Herbstmorgen – Blick aus südlicher Richtung vom zur Gemeinde Agris gehörenden Weiler Les Houillères

Die in Privatbesitz befindliche Forêt de Quatre Vaux, manchmal auch als Bois de Quatre-Vaux bezeichnet, liegt 5 Kilometer südwestlich von Chasseneuil-sur-Bonnieure und 5 Kilometer nördlich von La Rochefoucauld. Sie gehört vorwiegend zum Gemeindegebiet von Les Pins, berührt aber im Südwesten das Gemeindegebiet von Agris, im Süden das Gemeindegebiet von Rivières und im Südosten das Gemeindegebiet von Taponnat-Fleurignac.
Der Forst besitzt eine Grundfläche von 3,98 Quadratkilometer (bzw. 398 Hektar) und ist in Nordwest-Südost-Richtung 2,5 Kilometer lang. Seine Breite in Nordost-Südwest-Richtung beträgt 1,5 Kilometer. Er liegt auf durchschnittlich 120 Meter Meerhöhe, erreicht aber an seinem höchsten Punkt 139 Meter. Seine tiefste Lage befindet sich auf 80 Meter.
Im Süden wird die Forêt de Quatre Vaux vom Tal der Bellone begrenzt – einem rechten Nebenfluss der Tardoire. Da sich dieser bereits bei Taponnat im Karst von La Rochefoucauld verliert, handelt es sich hier um ein Trockental, das nur bei außergewöhnlichen Regenfällen Wasser führt. Das Tal liegt im Osten auf 90 Meter Meerhöhe, im Westen an seiner Mündung in die Tardoire nur noch auf 80 Meter. Vier weitere, jedoch wesentlich kleinere Trockentäler sind in das Plateau eingetieft und münden in südlicher Richtung in die Bellone. Dieser Umstand verlieh dem Forst übrigens seinen Namen.
Unmittelbar südlich der Gemarkung  les Cosses liegt am nördlichen Talhang der Bellone die Grotte des Perrats, in der 1981 der Helm von Agris – ein  vergoldeter keltischer Prunkhelm – gefunden wurde.
Die topographische Nordbegrenzung des Forsts bildet das in Nordwestrichtung abfließende Tal der Bonnieure. Im Osten verläuft eine Grabenstruktur, die Nordost-streichende Depression von La Rochefoucauld-Chasseneuil, durch die die Bahnstrecke von Angoulême nach Confolens und Limoges und die N 141 verläuft. Den Südwestrand bildet die Bellone, die dann nördlich von Agris als rechter Nebenarm in die Tardoire mündet. Im Westen ist der Forst nicht eindeutig abgegrenzt, er verliert aber in Richtung Zusammenfluss von Bonnieure und Tardoire bei Saint-Angeau sukzessiv an Höhe. Als Westbegrenzung für das Kerngebiet des Forsts wird gewöhnlich der Verlauf der D 175 angesehen.

### Verkehrsanbindung

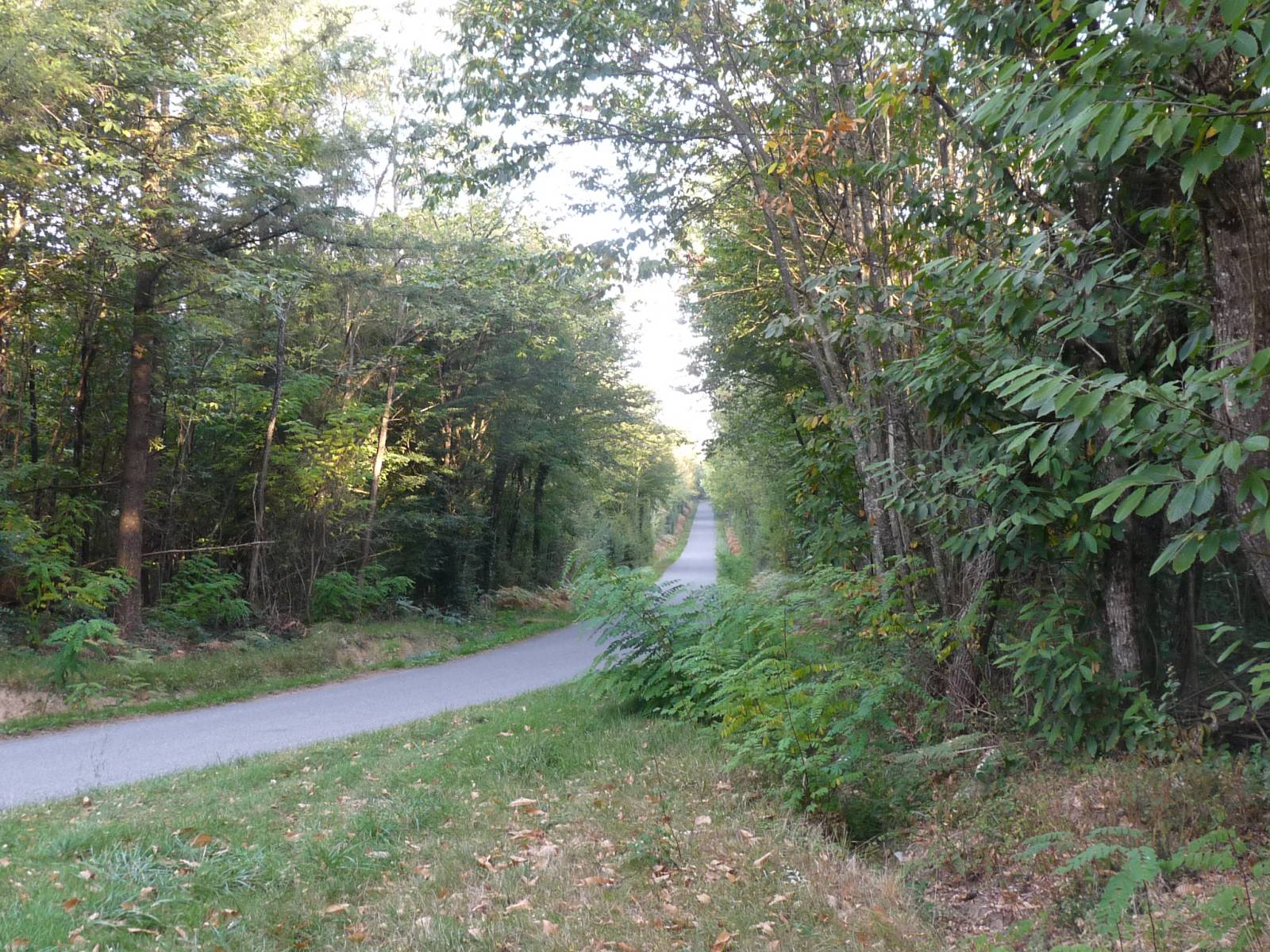
An der D 36 in der Gemeinde Les Pins

Die Forêt de Quatre Vaux wird von der D 11 durchquert, die Angoulême bzw. Rouillac mit Chasseneuil verbindet. Mittels mehrerer Kurven überwindet die D 11 das Flusstal der Bellone. Im Nordosten führt die D 36 vorbei, im Norden die D 45. Die D 45 folgt dem einstigen Verlauf der Römerstraße von Saintes nach Lyon. Im Westen verläuft die D 175, die den namensgebenden Weiler Quatre Vaux der Gemeinde Les Pins durchquert.

## Geologie
Die Forêt de Quatre Vaux bildet geomorphologisch ein Plateau, das eine mittlere Höhe von 130 Meter einnimmt. Das Plateau wird von flach liegenden Jurakalken unterlagert, die zum nördlichen Aquitanischen Becken gehören. Die Kalke werden im Hangenden von tertiären, kolluvialen Tonsedimenten abgedeckt. Die Jurafolge beginnt mit Bathonium, das von Callovium überlagert wird und schließt mit Oxfordium. Sie ist verkarstet und bildet den Nordrand des Karsts von La Rochefoucauld.
Das Bathonium ist um Taponnac am Ostrand des Forsts sowie östlich von Les Pins an der linken Talseite der Bonnieure anstehend und besteht aus feinkörnigen weißen Kalken mit Hornsteinknollen. Das Callovium – cremefarbene, feinkörnige, hornsteinknollenführende Kalke – erscheint im Tal der Bellone sowie am linken Ufer der Bonnieure um Les Pins. Die graublauen, feinkörnigen Kalke des Oxfordiums folgen auf das Callovium und sind ebenfalls im Tal der Bellone und in einem kleinen Seitental bei Les Chaumelles zu sehen.
Das abdeckende Tertiär besteht aus kolluvialen Sedimenten, die aus der Abtragung des nur knapp 10 Kilometer weiter östlich anstehenden Massif Central hervorgegangen sind, jedoch Elemente der Jurasedimente mit inkorporiert haben. Es handelt sich hierbei um ockerfarbene bis gelbe Tone, die mit Sanden, Kiesgeröllen und Hornsteinknollen aus dem Jura vermischt sind. Die Tone können unter der Einwirkung von Eisenoxiden rötlich erscheinen. Generell ist dieses Kolluvium sandreicher im Osten, in Richtung Westen steigt jedoch der Tongehalt.

## Ökologie

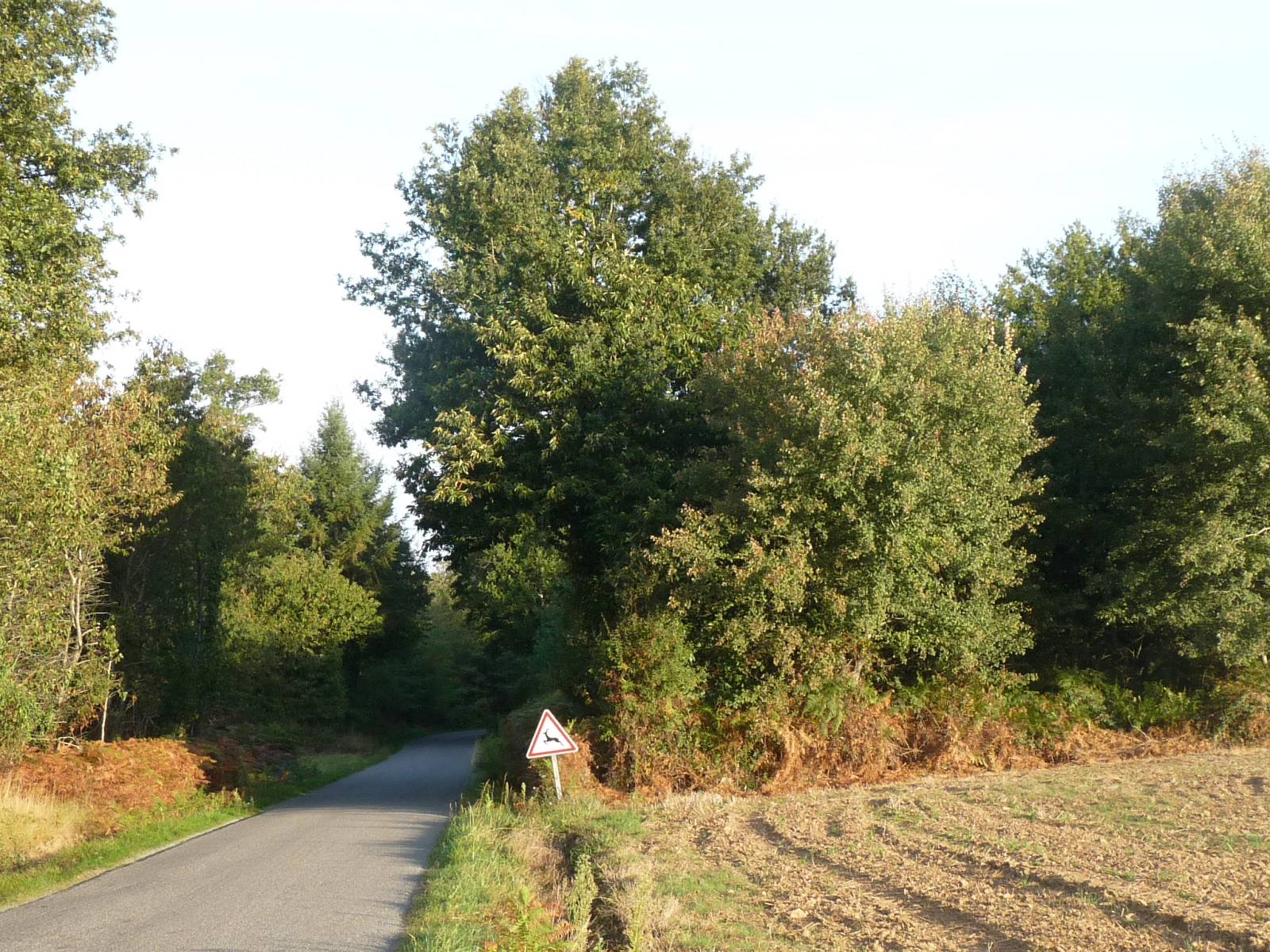
Bei Les Frauds im Ostteil des Forsts

Die Forêt de Quatre Vaux besteht hauptsächlich aus Laubwald, der von Eichen (Traubeneiche Quercus petraea), Hainbuchen (Hainbuche Carpinus betulus) und Kastanien (Edelkastanie Castanea sativa) dominiert wird. Vormals war der Forst von einem nahezu reinen Eichenwald beherrscht, mittlerweile werden aber auch Koniferen (See-Kiefer Pinus pinaster und Waldkiefer Pinus sylvestris) sowie Laubbäume aufgeforstet. Er weist jetzt folgende Habitatverteilung auf: säureliebender Eichenwald (30 %), Eichen-Hainbuchen-Mischwald (20 %), Koniferenpflanzungen (20 %), Laubbaumpflanzungen (10 %), Trockenheide (10 %), Feuchtheide (5 %) und Feuchtwiesen (5 %). Weitere anzutreffende Baumarten sind Hänge-Birke  Betula verrucosa, Europäische Stechpalme Ilex aquifolium, Espe Populus tremula, die Weide Salix atrocinerea und Elsbeere Sorbus torminalis.
Die tieferen Lagen des Forsts weisen eine interessante Flora auf – mit dem einzigen Standort von Gelapptem Schildfarn Polystichum aculeatum in der Charente. Weitere Farne sind Grannen-Schildfarn Polystichum setiferum, Gewöhnlicher Dornfarn Dryopteris carthusiana, Breitblättriger Dornfarn Dryopteris dilatata und Scolopendrium officinale. Erwähnenswert unter den Blütenpflanzen sind Italienischer Aronstab Arum italicum, Waldmeister Asperula odorata, Weißer Affodill Asphodelus albus, Bleiche Segge Carex pallescens, Maiglöckchen Convallaria majalis, Atlantisches Hasenglöckchen  Hyacinthoides non-scripta, Euphorbia angularis, Kleines Mädesüß Filipendula vulgaris, Blut-Johanniskraut Hypericum androsaemum, Gewöhnliche Goldnessel Lamium galeobdolon, Schwärzende Platterbse Lathyrus niger, Forster-Hainsimse Luzula forsteri und Behaarte Hainsimse Luzula pilosa, Immenblatt Melittis melissophyllum, Wald-Flattergras Milium effusum, Männliches Knabenkraut Orchis mascula, Pyrenäen-Milchstern Ornithogalum pyrenaicum, Ährige Teufelskralle Phyteuma spicatum, das Fingerkraut Potentilla montana, Langblättriges Lungenkraut Pulmonaria longifolia, Wald-Hahnenfuß Ranunculus nemorosus, Feld-Rose Rosa arvensis, Kletten-Krapp Rubia peregrina, Stechender Mäusedorn Ruscus aculeatus, Niedrige Schwarzwurzel Scorzonera humilis, Knoten-Beinwell Symphytum tuberosum und der Stechginster Ulex europaeus sowie Ulex minor bzw. Ulex nanus.
In den Wäldern nistet eine reiche Population an Raubvögeln wie beispielsweise Habicht Accipiter gentilis, Sperber Accipiter nisus, Kornweihe Circus cyaneus und Eulen wie Waldohreule Asio otus oder Waldkauz Strix aluco. Mitunter können auch Hirsche (Rothirsch Cervus elaphus) angetroffen werden, die aus dem weiter nördlich liegenden Bois de Bel-Air zugewandert sind. Weitere Säugetiere sind Reh Capreolus capreolus, Europäischer Dachs Meles meles, Hermelin Mustela erminea, Baummarder Martes martes, die Feldmaus Pitymys pyrenaicus, Zwergspitzmaus Sorex minutus und Wildschwein Sus scrofa.
Zusammen mit dem Bois de Bel-Air und der Tal der Bonnieure bildet die Forêt de Quatre Vaux eine 5.537 Hektar große ökologische Schutzzone (ZNIEFF des Typus 2). Innerhalb dieser Schutzzone stellt die Forêt de Quatre Vaux wiederum eine eigene, 871,8 Hektar große ZNIEFF des Typus 1 dar.

## Geschichte
Die Forêt de Quatre Vaux war einst ein Jagdgebiet von Karl X. Er soll von hier aus einen Wolf bis zur Mündung der Gironde verfolgt haben.
Vor der Französischen Revolution gehörte das Waldgebiet den Herren von Les Pins. Es wurde dann als Bien national verkauft und zu zwei Dritteln von den heutigen Eignern und zu einem Drittel von der Gemeinde Les Pins erworben.